# Flyback konvertor
Flajbek konvertor se koristi kako za AC/DC tako i za DC/AC konverziju kada postoji galvanska izolacija između ulaza i izlaza. Preciznije, flajbek konvertor je buck-boost konvertor kod kojeg je kalem rezdvojen, da bi se formirao transformator, tako da je razmjera napona uvećana sa dodatnom izolacijom. Flajbek konvertori imaju izvanredno mali broj komponenti u odnosu na druge prekidačke izvore, a osim toga prednost je to što se pomoću jednog kontrolnog kola može regulisati nekoliko izoliranih izlaznih napona.
Namotaji primara i sekundara povezuje gotovo isti magnetski fluks. Kao što će se vidjeti u daljem tekstu, namotaji primara i sekundara ne nose struje istovremeno, kao normalni tranzistori. Shematski prikaz flajbek konvertora se može vidjeti na slici 1 (umjesto idealnog prekidača u praksi se koristi transistor, slika 2, ili MOSFET). On je skoro ekivalntan prikazu buck-boost konvertera (buck-bust konvertor je prikazan na slici 3). Zato je i princip rada oba konvertera veoma sličan:
- Kada je prekidač zatvoren (pogledati sliku 2), primar je direktno povezan sa ulazom naponskog izvora. Rezultat toga je povećanje magnetskog fluksa u transformatoru. Napon na sekundaru je negativan, tako da je dioda zakočena, pa kroz nju ne protiče struja. Izlazni kondezator snabdijeva energijom izlaz.
- Kada je prekidač otvoren, energija akumulisana na transformatoru se prenosi na sekundarno kolo, na kondezator koji napaja izlaz.[2]

	Flajbek konverter je izolovani konverter snage, zato je izolacija na kontrolnom kolu konvertera takođe potrebna. Obično se flajbek naponski ili strujno kontroliše. Oba zahtijevaju signal koji je povezan sa izlaznim naponom. Postoje dva ustaljena načina da se generiše ovaj napon. Prvi predstavlja korišćenje optocoupler-a (spoja optičkih kablova) na sekundarnom kolu,da bi se poslao signal na kontrolno kolo. Drugi način je da se omota odvojeni namotaj na kalem koji se oslanja na unakrsnu regulaciju kola.
Prva tehnika koji uključuje i optocoupler se koristila da se postignu stabilan napon i regulacija struje; budući da je razvijen alternativni pristup za skupe aplikacije, gdje nije potrebno da izlaz bude tijesno kontrolisan, moguće je izostaviti čak do 11 elemenata iz sheme, uključujući i optocoupler.
Nekada su mjerenja vršena tokom čitavog flajbek signala, što je dovodilo do greške, ali se na kraju došlo do zaključaka da mjerenje u takozvanoj ’knee’ tački (gdje je struja sekundara jednaka nuli) dovodi do tačnijih rezultata o onome šta se dešava u sekundaru.
Ova topologija# je sada ogleda u zamjeni RCC-a(Ringing Choke Converte) u uređajima kao što su punjači za mobilne telefone. Dosta kompanija nude faljbek kontrolore sa ovakvim karakteristikama, uključujući Fairchild Semiconductor, CamSemi i Power Integrations.
Shema koju smo razmatarali je uproštena i idealizovana. Tako, na primjer, konvertor će u stvarnosti imati padove napona i gubitke. Takođe,transformator će imati gubitke- namotaji primara i sekundara nijesu idealno spareni. Na slici 4 je prikazano praktično rješenje za ovaj konvertor.
Slično kao i kod buck-boost konvertora, prekidač na primarnom kolu mora podnositi i jače napone od onoga koji je primijenjen na primaru. Napon koji prekidač mora podnjieti je
{\displaystyle V_{p}+V_{p}{\bigg (}{\frac {N_{1}*d}{N_{2}*(1-d)}}{\bigg )}}
Gdje je
{\displaystyle V_{p}}=napon na primaru

{\displaystyle N_{1}}=broj namotaja primara

{\displaystyle N_{2}}=broj namotaja sekundara

{\displaystyle d}=faktor režima rada prekidača
Nasuprot buck-bust konvertora i autotransformera, slabljenje induktivnosti samo povećava ovaj napon ne povećavajuci napon na sekundaru. Za razliku od push-pull konvertora, jezgro sa vazdušnim procjepom je potreban. Dodatno, izlazni kondezator mora biti veće karakteristike nego kod forward konvertora i mora biti sposoban da izdrži značajnu količinu promjenljive struje.
Prekidni režim ima sledeće nedostatke:
- Visok RMS (srednja devijacija) i peak (maksimum) struje u koncepciji
- Veliko odstupanje fluksa u kalemu

Sve ovo ograničava efikasnost konvertora.
Neprekidni režim donosi ove nedostatke:
- Napon grane povratne sprege zahtijeva manju širinu opsjega, zbog nule u odzivu konvertora.
- Struja grane povratne sprege korišćena u strujom kontronisanom modu zahtijeva kompenzaciju karakteristike u dosta slučajeva.
- Sada prekidači snage uključuju pozitivan protok struje

Ovo komplikuje upravljanje konvertorom.
- Napajanja male snage (punjači za mobilne telefone, standby napajanja za PS-je)
- Jeftina višeizlazna napajanja (glavno napajanje za PC koje je manje od 250 W)
- Visokonaponska napajanja za CRT i TV monitore
- Ksenonske lampe, lasere, kopir mašine
- Sistem za paljenje Spark-Ignition motora je takođe flajbek konvertor, cijev za paljenje predstavlja transformator a prakidač kontakta predstavlja prekidački element.